# Pierina Morosini
Blahoslavená Pierina Morosini (počeštěně Petrína Morosini (7. ledna 1931 Fiobbio di Albino Bergramo Lombardie – 6. dubna 1957 tamtéž) je italská panna a mučednice. Je patronkou obětem znásilnění a mučednic čistoty.

## Život
Pierina Morosini se narodila jako první z devíti dětí Roccu Morsinimu (nočnímu strážci v továrně) a Saře Noris. Vyrůstala v malé podhorské vesničce v těžkých časech druhé světové války, oba rodiče byli hluboce věřící a vedli k tomu i děti. Byla velice zbožná, inteligentní a pracovitá, v rodině ji sourozenci už od 10 let označovali za „druhou mámu“. Pomáhala matce v domácnosti a každodenně docházela na mši svatou do vedlejší vesnice. Byla nejlepší žačkou ve třídě, ovšem její rodina byla však příliš chudá, než aby ji mohla dát na studie, ač si to velmi přála, takže se vyučila švadlenou.
Od časného mládí pracovala v řadách Katolické akce, v 16 letech obdržela svátost biřmování. Pracovala jako švadlena v textilce v Albinu a ve volném čase působila jako katechetka. Vstoupila též do řad III. (laického) řádu sv. Františka. Práce v Katolické akci, starost o rodinu a docházení do práce jí zabíralo všechen čas, takže její jedinou výraznější výpravou mimo blízké okolí byla cesta do Vatikánu na blahořečení Marie Goretti, kterou velmi ctila. Údajně měla prohlásit, že by s radostí zemřela stejně jako ona. Chtěla být řeholnicí a misionářkou, leč osud tomu nepřál.

## Smrt
4. dubna 1957 na ni na cestě domů z práce začal dotírat mladý muž. Nejprve ji častoval oplzlými komentáři a poté se ji pokusil znásilnit. Pierina se bránila a pro svou obranu zvedla ze země velký kámen. Rozzuřený násilník jí jej však vykroutil z ruky a uhodil ji s ním do hlavy. Dívka udělala ještě několik kroků a pak se zhroutila - rána jí roztříštila lebku a způsobila těžké poranění mozku. S rozbitou hlavou ji našel ležet na cestě její bratr Santo, kterého znepokojilo její půlhodinové zpoždění, a proto se jí vydal naproti. Byla částečně při vědomí, ale nedokázala mluvit. Nepromluvila až do své smrti (popis útoku, který proběhl beze svědků, je založen na výpovědi vraha a toho, co ze stop vyčetla policie), nicméně jelikož byla při vědomí, bylo jí uděleno pomazání nemocných. I přes veškerou snahu lékařů zemřela o dva dny později, 6. dubna 1957.

## Blahořečení
Pierina byla pohřbena 9. dubna a již tehdy byla považována za světici a návštěvníci pohřbu si pro štěstí sahali na její rakev. Kněží ji dávali za příklad ve svých kázáních a její hrob se stal jakýmsi poutním místem.
Diecézní proces beatifikace otevřel biskup bergramský v roce 1972, pozitivně jej uzavřel jeho nástupce Clemente Gaddi v roce 1976. 9. dubna 1983 byly její ostatky přeneseny ze hřbitova do kostela. 4. října 1987 ji papež sv. Jan Pavel II. prohlásil ve Vatikánu za blahoslavenou a mučednici (spolu s ní byla mimo jiné blahořečena i Antonia Mesina, která měla podobný osud). Kanonizační proces dosud nebyl ukončen. Je patronkou obětí znásilnění. Katolická církev slaví její svátek 6. dubna.